# Earle Meadows
Earle Elmer Meadows, född 29 juni 1913 i Corinth i Mississippi, död 11 november 1992 i Fort Worth i Texas, var en amerikansk friidrottare.
Meadows blev olympisk mästare i stavhopp vid olympiska sommarspelen 1936 i Berlin.